# Bacio alla francese

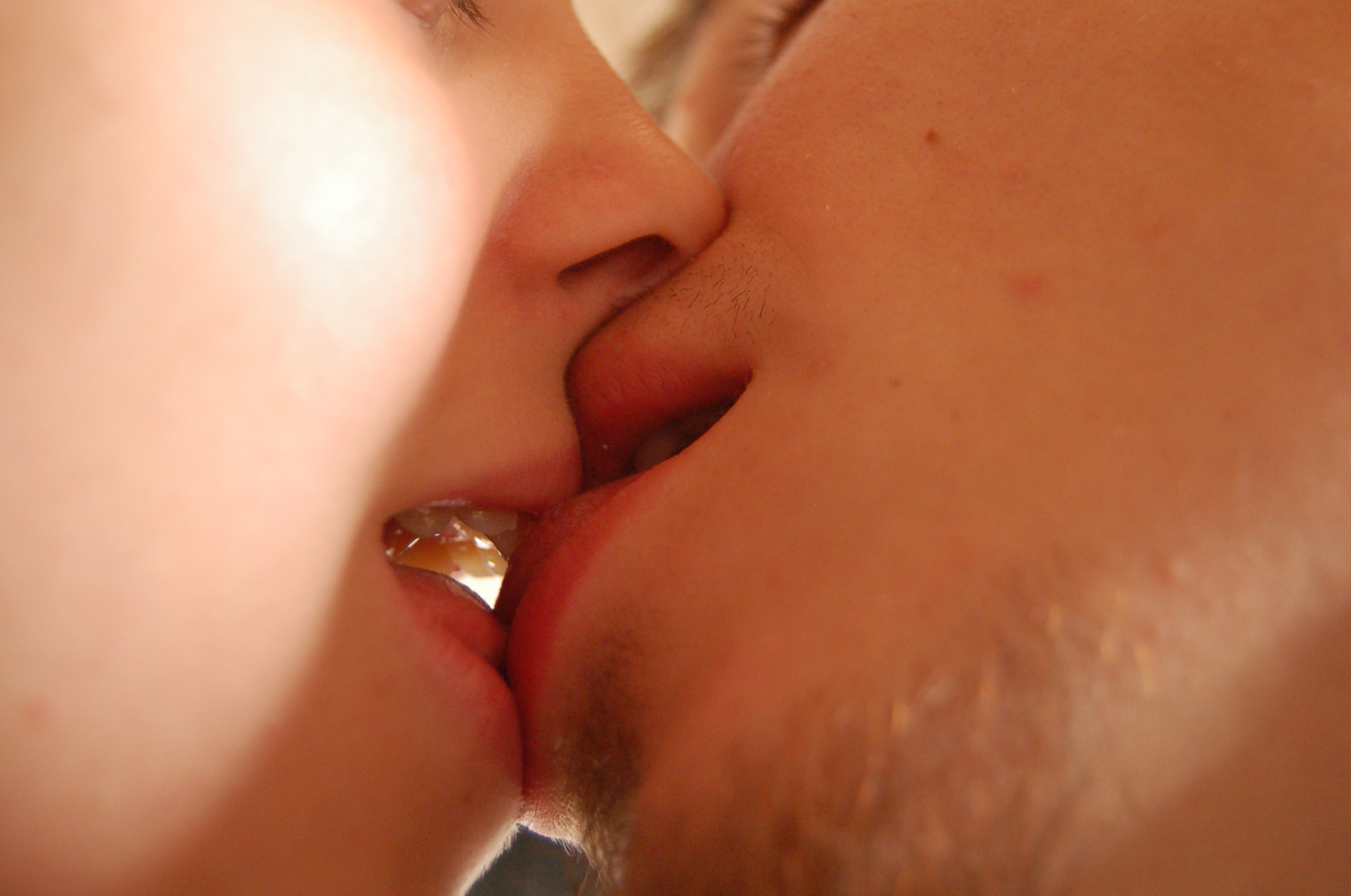
Una coppia durante un bacio alla francese.

Un bacio con la lingua spesso indicato dai media con il calco anglosassone bacio alla francese, originalmente bacio alla fiorentina, e detto in termini colloquiali pomicio, pomiciare, limonare, limone, slinguazzare, slinguazzata, è un bacio, solitamente di natura erotica, nel quale la lingua di uno dei partecipanti tocca la lingua dell'altro ed entra nella sua bocca.

## Descrizione ed etimologia
Un'antica espressione per il bacio alla francese è cataglottis, da cata (in basso), glottis (glottide). In francese, si dice semplicemente embrasser avec la langue (letteralmente, "baciare con la lingua") o la versione slang rouler une pelle, oppure rouler un patin (letteralmente, far girare un pattino); anticamente, si diceva paradossalmente baiser florentin (bacio alla fiorentina).
Il bacio alla francese stimola le labbra, la lingua e la bocca, che sono aree molto sensibili al tocco, e la pratica è considerata piacevole, molto intima e sensuale. A differenza di altre forme di bacio (come i fugaci baci nell'incontrarsi o d'amicizia), episodi di bacio alla francese possono spesso essere prolungati, intensi e passionali. A causa della sua capacità di risvegliare sensazioni sessuali (o di rabbia, di divertimento, di derisione o di disgusto) negli astanti, il bacio alla francese è tipicamente scoraggiato in molte parti del mondo.
Studiando il comportamento animale, Thierry Lodé, un biologo evoluzionistico, afferma che il bacio alla francese ha una funzione reale: esplorare il sistema immunitario del partner attraverso la saliva. Dando vita al desiderio sessuale, il bacio alla francese permette ai partner di evitare accoppiamenti tra consanguinei.
Lo scambio di saliva in un bacio alla francese può aumentare le possibilità di contrarre una malattia come la mononucleosi infettiva.
Famosi baci alla francese pubblici includono quello tra le due icone musicali Madonna e Britney Spears durante il 20° Video Music Awards il 28 agosto del 2003. Nel film cinese Forever and Ever del 1994, lo scambio di un appassionato bacio alla francese tra l'attore sino-americano Tim Chang e l'attrice Sandy Wu scatenò proteste tra gli spettatori cinesi.

### Annotazioni
1. ↑  French kiss

### Fonti
1. ↑   Di Redazione Digital, Le tecniche per un bacio perfetto!, su Cosmopolitan, 16 ottobre 2013. URL consultato il 20 novembre 2021.
2. ↑   Bacio con la lingua: come si fa, significato e origini, su Magazine Delle Donne. URL consultato il 20 novembre 2021.
3. ↑   Come si bacia con la lingua: tecniche ed errori comuni, su DiLei, 30 gennaio 2019. URL consultato il 20 novembre 2021.
4. ↑   Lo chiamano «bacio alla francese», su VanityFair.it, 7 luglio 2014. URL consultato il 20 novembre 2021.
5. ↑  Thierry Lodé La guerre des sexes chez les animaux, 2006 Eds Odile Jacob, Paris, ISBN 2-7381-1901-8
6. ↑   Sarah Warn, VMA's Madonna-Britney-Christina Kiss: Progress or Publicity Stunt?, su afterellen.com, afterellen.com, settembre 2003. URL consultato il 23 agosto 2008 (archiviato dall'url originale il 22 agosto 2008).
7. ↑   Associated Press, More On The Britney-Madonna Kiss!, su cbsnews.com, 5 settembre 2003. URL consultato il 23 agosto 2008.
8. ↑   CNN, Britney would not kiss another woman besides Madonna, su cnn.com, 4 settembre 2003. URL consultato il 23 agosto 2008.